# Nobiltà brasiliana
La nobiltà brasiliana (in portoghese: nobreza) comprende tutti gli individui e le famiglie riconosciute dalla Colonia del Brasile prima e dall'Impero del Brasile poi, come membri della classe aristocratica. A differenza della maggior parte dei sistemi nobiliari del mondo, quello brasiliano non fu mai ereditario e pertanto il titolo si estingueva con la morte del suo possessore.

## Storia
La nobiltà brasiliana ebbe origine a sua volta dalla Nobiltà portoghese, sviluppatasi anche in Brasile durante il periodo coloniale.
I titoli nobiliari erano simbolo del potere politico e di appartenenza all'élite. Molti nobili erano membri di derivazione da famiglie portoghesi, specialmente le famiglie giunte durante i primi secoli della colonizzazione a Bahia, Sergipe, Pernambuco, Rio de Janeiro e San Paolo.
L'elevazione del Brasile a regno e la creazione del Regno Unito di Portogallo, Brasile e Algarve nel 1815, portò alla creazione dei primi titoli nobiliari brasiliani. Con l'indipendenza del Brasile dal Portogallo nel 1822, l'Impero brasiliano stabilì un proprio sistema nobiliare. Esso era costituito dai titoli di duca, marchese, conte, visconte e barone oltre che da onorificenze, medaglie e ordini cavallereschi. A differenza della maggior parte dei sistemi nobiliari del mondo, quello brasiliano non fu mai ereditario e pertanto il titolo si estingueva con la morte del suo possessore.
Tra il 1831 ed il 1840, vi furono una serie di nomine a titoli ed onorificenze sulla base della Legge di Reggenza, una correzione costituzionale figlia ancora del passaggio dalla monarchia tripla di tradizione portoghese alla nuova di stampo brasiliano.
Durante il regno di Pietro II, l'avvento della commercializzazione del caffè e l'afflusso di nuove ricchezze verso il Brasile, favorì in questo senso i grandi produttori che ottennero numerosi titoli in riconoscimento del loro beneficio all'economia nazionale. Per questo motivo molti divennero noti come i "baroni del caffè". Secondo Affonso de Taunay, circa 300 titolati dell'epoca erano legati al commercio del caffè tra produttori, commercianti e banchieri.
| Nobiltà brasiliana nel 1869 | Nobiltà brasiliana nel 1869 |
| Titolo                      | Numero di concessioni       |
| --------------------------- | --------------------------- |
| Duca                        | 1                           |
| Marchese                    | 11                          |
| Conte                       | 11                          |
| Visconte                    | 36                          |
| Barone                      | 180                         |
| Totale                      | 239                         |

Con la proclamazione della Repubblica brasiliana nel 1889, la nobiltà del Brasile venne abolita. Venne inoltre proibito ai cittadini brasiliani, pena l'accusa di alto tradimento e la sospensione dei diritti politici, accettare titoli nobiliari e decorazioni da altri stati senza uno specifico permesso da parte dello stato. Per particolari personalità distintesi particolarmente, per rispetto e tradizione, il governo repubblicano consentì l'uso dei titoli nobiliari anche sotto il regime repubblicano come nel caso del noto Barone di Rio Branco.

## Nobili famosi
- Auguste de Beauharnais, principe consorte del Portogallo, Duca di Santa Cruz
- Domitila de Castro do Canto e Melo, marchesa di Santos
- Thomas Cochrane, X conte di Dundonald, I marchese di Maranhão
- José Maria da Silva Paranhos jr, Barone di Rio Branco
- Luís Alves de Lima e Silva, duca di Caxias
- Manuel Luís Osório, marchese di Erval
- Manuel Marques de Sousa, conte di Porto Alegre
- Honório Hermeto Carneiro Leão, marchese di Paraná
- Honório Hermeto Carneiro Leão Filho, Henrique Hermeto (poi barone di Paraná)
- Irineu Evangelista de Sousa, visconte di Mauá
- José Paranhos, visconte di Rio Branco
- Joaquim José Inácio, visconte di Inhaúma